# Monsenhor Gil
Monsenhor Gil là một đô thị thuộc bang Piauí, Brasil. Đô thị này có diện tích 582,058 km², dân số năm 2007 là 10343 người, mật độ 17,77 người/km².